# De ecclesia
De ecclesia è l'opera teologica più importante del riformatore boemo Jan Hus. Fu scritta in latino nel castello di Kozí Hrádek, nella Boemia meridionale, luogo dove il riformatore trovò rifugio sotto la protezione dei nobili boemi quando dovette lasciare Praga in seguito alla scomunica e l'interdetto imposto contro di lui. L'opera venne quindi completata nel 1413. In quest'opera Hus si ispira alla critica della chiesa al riformatore inglese John Wyclif. La vera chiesa è la comunità dei credenti (quelli scelti per la salvezza); non si identifica con l'istituzione papale della chiesa. Il suo capo è Cristo e non il Papa. Le tesi del De ecclesia furono l'argomento principale contro Hus al Concilio di Costanza e alla fine portarono alla sua condanna e esecuzione. Jan Hus espresse la sua critica alla chiesa durante il periodo del Grande Scisma della Chiesa cattolica, quando tre papi combatterono per il potere: Gregorio XII regnò a Roma, Benedetto XIII ad Avignone e Alessandro V a Pisa.

## Struttura dell'opera
L'opera comprende 23 capitoli. Nei primi 10 capitoli Jan Hus spiega sistematicamente la sua comprensione della Chiesa. I capitoli da 11 a 23 sono una risposta all'accusa della facoltà teologica di Praga e un netto rifiuto della bolla papale Unam sanctam . Hus argomenta particolarmente contro le tesi: «La Chiesa romana e i suoi governanti devono essere obbediti in ogni cosa dai suoi sottoposti», e «che è necessario per la salvezza che ogni creatura umana sia soggetta al vescovo romano». Descrive quindi le misure punitive imposte contro di lui - destituzione dall'incarico, interdetto e scomunica - come illegittime e in contraddizione con l'insegnamento della Chiesa e spiega perché non ha risposto alla convocazione presso la curia papale a Roma con l'accusa di eresia .

## Temi e contenuto
Nella sua ecclesiologia, Jan Hus segue da vicino il teologo inglese John Wyclif e in alcuni punti cita testualmente brani dei suoi trattati; Proprio come Wyclif, vede la Chiesa come una comunità di prescelti da Dio per la salvezza (predestinati), che formano il vero corpo di Cristo. Ma non tutti quelli che appartengono esteriormente alla Chiesa appartengono anche alla vera santa Chiesa. Coloro che appartengono al vero corpo di Cristo vivono secondo i comandamenti di Cristo e dimostrano così il loro amore per Dio. Chi però viola la Sacra Scrittura non appartiene a Cristo e non ama Dio.
Il Capo della Chiesa è Cristo, non il Papa. Hus scrive: “Cristo è il capo della santa chiesa universale; Ella stessa è il suo corpo, e ogni eletto è suo membro e per conseguenza parte della Chiesa, che è il corpo mistico, cioè misterioso, di Cristo”; e ancora: “Dunque il Papa non è il capo e i cardinali non sono tutto il Corpo della Chiesa santa, universale e cattolica, perché solo Cristo è il Capo di questa Chiesa”.
Hus non rifiuta fondamentalmente la Chiesa gerarchica, ma collega l'autorità e i poteri dei suoi funzionari a uno stile di vita modellato su Cristo. Il Papa può essere visto come successore e rappresentante di Cristo e di Pietro solo se emula Pietro nella sua fede, umiltà e amore. I cardinali sono veri successori degli Apostoli solo se vivono nelle loro virtù; ma se pensano alla ricchezza esteriore, allo splendore nell'abbigliamento e al dominio mondano, non sono seguaci di Cristo e di Pietro, ma piuttosto governatori di Giuda Iscariota.
Hus non riconosce il primato del Papa. Secondo la sua convinzione, la preminenza del Vescovo di Roma su tutti gli altri vescovi è una conseguenza della Donazione di Costantino, e risale quindi a una decisione secolare e non a Cristo. Egli scrive: “La supremazia e la nomina del papa derivano dal potere dell’imperatore”.
Hus formula un “diritto cristiano di resistenza”: i credenti hanno il diritto, anzi il dovere, di esaminare gli ordini dei loro superiori sulla base della Sacra Scrittura. Gli ordini che contraddicono la legge di Cristo e causano danno non devono essere eseguiti: «se una cosa del genere fosse ordinata dal Papa o da un altro superiore spirituale, il subordinato non è obbligato a farla...». Al contrario, il credente dovrebbe “resistere loro apertamente quando camminano contrariamente ai consigli e ai comandamenti divini” .

## Il giudizio di Lutero sulDe ecclesia
Nel 1519, durante la disputa di Lipsia, Martin Lutero entrò in contatto con i seguaci di Hus, venuti a Lipsia da Praga come osservatori. Espresse quindi il desiderio di conoscere meglio Hus attraverso i suoi scritti. Allora il prevosto utraquista del Kaiser Karl Kolleg di Praga, Wenzel von Roždalowsky, gli inviò una copia del De ecclesia. Lutero rimase così colpito da quest'opera che nel febbraio 1520 scrisse a Spalatin : “Senza saperlo insegnavo la dottrina di Hus e Jan Staupitz fa lo stesso. Siamo tutti hussiti senza saperlo, compresi Paolo e Agostino . … Il chiarissimo e vero vangelo fu bruciato pubblicamente cento anni fa, ancora oggi è condannato e a nessuno è permesso confessarlo”. Lutero vide l'accordo con Hus soprattutto nella concezione della Chiesa, nella dottrina dei sacramenti e nelle questioni del calice laico.
All'inizio del 1520 Lutero fece stampare 2.000 copie del De ecclesia; il titolo era: De causa Bohemica Paulus Constantius. Pochi mesi dopo, fu pubblicata a Basilea l'edizione successiva a cura di Adam Petri, dal titolo: Liber egregius de unitate ecclesiae, cuius autor periit in concilio Constantiensi'. Con la benedizione di Lutero, il libro ottenne numerosi lettori tra i protestanti.
Nell'ottobre 1520, subito dopo che divenne nota la bolla che minacciava la scomunica, Lutero manifestò pubblicamente le sue simpatie per Hus. 